# Meurtre à Pacot
Pour plus de détails, voir Fiche technique et Distribution.
Meurtre à Pacot est un film haïtien réalisé par Raoul Peck, sorti en 2014.

## Synopsis
Un couple de bourgeois a vu sa villa durement touchée par le séisme de 2010 en Haïti. Ils vivent dans une dépendance devenue logement de fortune. Pour payer les premiers travaux de réparation, ils louent la partie la moins touchée de leur villa à un humanitaire venu après la catastrophe. Celui-ci amène bientôt sa nouvelle maîtresse, une Haïtienne, à la maison. Les deux couples font connaissance, peu à peu on découvre que le couple de bourgeois avait adopté un enfant des quartiers pauvres, et qu’il est mort dans le tremblement de terre. L’odeur de son corps en décomposition, resté sous les décombres, envahit la villa. Des tensions apparaissent entre les personnages, révélatrices des tensions raciales, sociales et économiques à Haïti.

## Fiche technique
- Titre : Meurtre à Pacot
- Réalisation : Raoul Peck
- Scénario : Pascal Bonitzer, Raoul Peck et Lyonel Trouillot
- Musique : Alexeï Aïgui
- Photographie : Éric Guichard
- Montage : Alexandra Strauss
- Production : Rémi Grellety et Raoul Peck
- Société de production : Velvet Film, Arte, Ape&Bjørn et Figuier Production
- Pays :  Haïti,  France et  Norvège
- Genre : drame
- Durée : 130 minutes
- Dates de sortie : 
  -  Canada : 5 septembre 2014 (Festival international du film de Toronto)

## Distribution
- Alex Descas : l'homme
- Ayọ : la femme
- Thibault Vinçon : Alex
- Lovely Kermonde Fifi : Andrémise / Jennifer
- Albert Moleón : Joseph
- Zinedine Soualem : Leonetti

## Accueil
Jean-Marie Durand pour Les Inrockuptibles évoque un « drame humain plein d'âpreté ».